# Barcode of Life Data System
Barcode of Life Data System (BOLD, známá též jako BOLDSystems) je webová platforma zaměřená na DNA barcoding. Jedná se o cloudovou platformu k ukládání dat a jejich analýze. Je vyvíjena v kanadském instituci Centre for Biodiversity Genomics v Kanadě. Je tvořena datovým portálem, vzdělávacím portálem,  registrem čárových kódu pro jednotlivé druhy a nástrojem pro on-line sběr dat a analýzu a DNA sekvencí. Má řadu funkcí pro organizování, validaci, vizualizaci dat a publikování výsledků. Současná platforma má též funkcionalitu zaměřenou na zlepšení publikace výsledků, tvorbu a archivaci citací a anotací.
BOLD je bezplatně přístupná výzkumníkům se zájem problematiku tvorby čárových kódů z DNA.